# Poliopastea cyllarus
Poliopastea cyllarus är en fjärilsart som beskrevs av Druce 1896. Poliopastea cyllarus ingår i släktet Poliopastea och familjen björnspinnare. Inga underarter finns listade i Catalogue of Life.